# Kate Warner

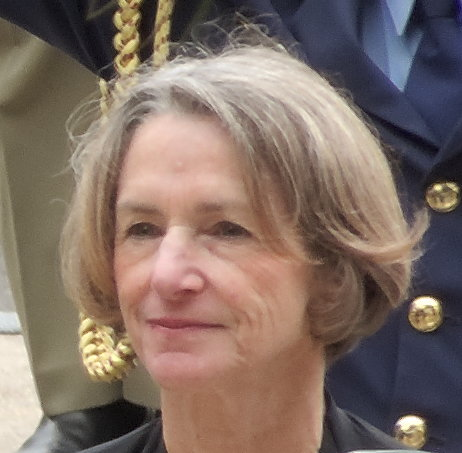
Kate Warner (2015)

Catherine Ann „Kate“ Warner (* 14. Juli 1948 in Hobart) ist eine australische Juristin und war von 2014 bis 2021 Gouverneurin von Tasmanien.

## Leben
Warner kam am 14. Juli 1948 in Hobart zur Welt. Nach dem Besuch der St. Michael’s Collegiate School begann sie ein Jurastudium an der University of Tasmania, das sie 1970 zunächst mit dem Bachelor of Laws abschloss. 1971 wurde sie als Barrister und Solicitor zugelassen und arbeitete unter Stanley Burbury am obersten Gerichtshof Tasmaniens, dem Supreme Court of Tasmania. 1978 legte sie den Master of Laws ab und schlug eine Karriere als Wissenschaftlerin an der University of Tasmania ein. 1996 wurde sie zur Professorin ernannt.
Nach dem Tod von Peter Underwood wurde Warner im November 2014 vom tasmanischen Premierminister Will Hodgman für das Amt des Gouverneurs vorgeschlagen und im Dezember vereidigt.
Warner ist verheiratet und hat zwei Kinder.